# فرودگاه بوتیناو شهری
فرودگاه بوتیناو شهری (به انگلیسی: Bottineau Municipal Airport) یک فرودگاه همگانی بهره‌برداری هوایی است که یک باند فرود آسفالت دارد و طول باند آن ۱۱۲۸ متر است. این فرودگاه در کشور ایالات متحده آمریکا قرار دارد و در ارتفاع ۵۱۲ متری از سطح دریا واقع شده‌است.